# Can You Ever Forgive Me?
Can You Ever Forgive Me? (bra: Poderia Me Perdoar?; prt: Can You Ever Forgive Me? - Memórias de uma Falsificadora Literária) é um filme americano de 2018, do gênero comédia dramático-biográfica, dirigido por Marielle Heller, com roteiro de Nicole Holofcener e Jeff Whitty baseado na autobiografia de Lee Israel.
O filme é estrelado por Melissa McCarthy no papel de Israel, escritora que, vendo-se em apuros financeiros, forja cartas de escritores e dramaturgos famosos, já mortos, e os vende como relíquias.
Em Portugal o filme não chegou às telas do cinema, tendo estreado diretamente na televisão em setembro de 2019.

## Sinopse
Para enfrentar dificuldades financeiras, a jornalista Lee Israel começa a forjar cartas de celebridades mortas, vendendo-as como raridades. No início, o negócio vai bem, mas quando começam a desconfiar ela passa a negociar textos originais — roubados de bibliotecas.

## Elenco
- Melissa McCarthy ...... Lee Israel
- Richard E. Grant ...... Jack Hock
- Dolly Wells ...... Anna
- Jane Curtin ...... Marjorie
- Anna Deavere Smith ...... Elaine
- Stephen Spinella ...... Paul
- Ben Falcone ...... Alan Schmidt
- Shae D'Lyn ...... Nell
- Michael Cyril Creighton ...... Harry
- Kevin Carolan ...... Tom Clancy
- Marc Evan Jackson ...... Lloyd
- Tim Cummings ...... Craig
- Christian Navarro ...... Kurt
- Joanna Adler ...... Arlene
- Erik LaRay Harvey ...... agente Solonas
- Gregory Korostishevsky ...... Andre
- Brandon Scott Jones ...... Glen
- Mary McCann ...... juiz

## Produção e lançamento
Em abril de 2015, foi anunciado que Julianne Moore protagonizaria Israel, personagem do roteiro de Nicole Holofcener; em julho de 2015, Moore saiu do projeto. Em 14 de maio de 2015, o ator Chris O'Dowd entrou para o elenco. Em maio de 2016, Melissa McCarthy foi confirmada como a protagonista do filme, que seria dirigido por Marielle Heller. Em janeiro de 2017, Richard E. Grant, Jane Curtin, Dolly Wells, Anna Deavere Smith e Jennifer Westfeldt adentraram ao elenco. As gravações começaram em janeiro de 2017, na cidade de Nova Iorque, e terminaram em 2 de março de 2017.
Can You Ever Forgive Me? foi lançado mundialmente no Festival de Cinema de Telluride, em 1 de setembro de 2018.  Além disso, foi exibido no Festival Internacional de Cinema de Toronto, em setembro de 2018. Nos Estados Unidos, seu lançamento ocorreu em 19 de outubro de 2018.

## Recepção

### Crítica profissional
No Metacritic, o filme conta com uma nota de 87 de 100 pontos, baseada em 48 críticas que indicam aclamação universal. No agregador de avaliações Rotten Tomatoes, o filme tem aprovação de 98% com base em 204 avaliações, e uma avaliação média de 8,2/10. Segundo o consenso do portal, "habilmente dirigido e atado com obscura sagacidade, Can You Ever Forgive Me? prova ser um mostruário para afetar profundamente o trabalho de Richard E. Grant e Melissa McCarthy."
Peter Debrudge, da revista Variety, escreveu: "É preciso de uma atriz tão encantadora como Melissa McCarthy para tornar Lee Israel não apenas perdoável, mas francamente amável. [...] O filme dá a impressão de que a Fox Searchlight está tentando esconder, ou pelo menos subestimar, o lado homossexual dessa história: Lee era lésbica, enquanto Jack, abertamente homossexual, dificilmente consegue passar por um hidrante sem pedir seu número de telefone." Simi Horwitz, da publicação Film Journal International, escreveu: "A performance de McCarthy foi impressionante e seus papeis anteriores não puderam antecipar o quão destemida e credível ela é ao interpretar Lee Israel." Eric Kohn, do IndieWire, escreveu: "[O filme] é uma comédia melancólica de puro charme, onde Heller canaliza o ambiente urbano obscuro de Woody Allen; a performance de McCarthy eleva o material de todas as formas."

### Bilheteria
Can You Ever Forgive Me? arrecadou US$ 150 000 após exibição em 5 cinemas na semana de abertura. Na segunda semana de abertura, arrecadou US$ 380 000 após exibição em 25 cinemas. Na terceira semana, as exibições foram expandidas para 180 cinemas, gerando uma arrecadação de US$ 1 080 000. No quarto fim de semana, arrecadou US$ 1 500 000 após exibição em 391 cinemas. No quinto fim de semana, arrecadou US$ 880 000 em 555 cinemas, formulando uma bilheteria total de US$ 5 000 000. Apesar da nomeações ao Globo de Ouro, o filme teve uma leve queda de 27% na bilheteria, gerando US$ 246 000 no fim de semana e formulando uma bilheteria total de US$ 7 100 000.

## Prêmios e indicações
| Prêmio             | Categoria               | Recipiente                     | Resultado |
| ------------------ | ----------------------- | ------------------------------ | --------- |
| Oscar 2019         | Melhor atriz            | Melissa McCarthy               | Indicado  |
| Oscar 2019         | Melhor ator coadjuvante | Richard E. Grant               | Indicado  |
| Oscar 2019         | Melhor roteiro adaptado | Nicole Holofcener, Jeff Whitty | Indicado  |
| Globo de Ouro 2019 | Melhor atriz - drama    | Melissa McCarthy               | Indicado  |
| Globo de Ouro 2019 | Melhor ator coadjuvante | Richard E. Grant               | Indicado  |
| BAFTA 2019         | Melhor atriz            | Melissa McCarthy               | Indicado  |
| BAFTA 2019         | Melhor ator coadjuvante | Richard E. Grant               | Indicado  |
| BAFTA 2019         | Melhor roteiro adaptado | Nicole Holofcener, Jeff Whitty | Indicado  |